# St Augustine's Abbey
St. Augustine's Abbey er et tidligere kloster i Canterbury i grevskabet Kent i England.

## Historie
I 598 kom Augustin af Canterbury til England som missionær. Kong Æthelbert af Kent var gift med en kristen kvinde og tillod at Augustin oprettede et kloster lige udenfor Canterburys mure. Der var allerede tre saksiske kirker der, viet til Pancras, Peter og Paulus, og til Jomfru Maria. Dele af St. Pancras kirke er bevaret, mens de to andre blev slået sammen til én bygning af normannerne.
Klostret var fra begyndelsen planlagt som gravsted for kongerne af Kent og ærkebiskopperne af Canterbury. I 978 blev en større bygning viet af ærkebiskop Dunstan til Peter og Paulus, og til Augustin.
Den 30. juli 1538 blev klostret nedlagt som en del af opløsningen af klostrene i England under reformationen og Henrik 8.. Det blev systematisk nedbrudt de næste femten år, men dele af det blev ombygget til et palads for Anne af Cleves, som var ventet fra Frankrig.
Paladset blev senere overladt til forskellige adelsmænd, og i begyndelsen af det 17. århundrede fik lord Wotton John Tradescent til at anlægge et haveanlæg. Paladset blev stærkt skadet i en storm i 1703.
Ruinerne af klostret og paladset blev i 1988 optaget på UNESCOs verdensarvliste og forvaltes af English Heritage.